# Bećir Omeragić
Bećir Omeragić (ur. 20 stycznia 2002 w Genewie) – szwajcarski piłkarz pochodzenia bośniackiego, występujący na pozycji obrońcy we francuskim klubie Montpellier oraz w reprezentacji Szwajcarii.

## Kariera klubowa

### FC Zürich
1 lipca 2018 podpisał kontrakt ze szwajcarskim klubem FC Zürich. Zadebiutował 4 maja 2019 w meczu Swiss Super League przeciwko FC Basel (3:0).

## Kariera reprezentacyjna

### Szwajcaria
W 2020 roku otrzymał powołanie do reprezentacji Szwajcarii. Zadebiutował 7 października 2020 w meczu towarzyskim przeciwko reprezentacji Chorwacji (1:2).

## Statystyki

### Klubowe
(aktualne na dzień 29 grudnia 2020)
| Klub               | Sezon              | Liga               | Liga  | Liga   | Puchar kraju | Puchar kraju | Suma  | Suma   |
| Klub               | Sezon              | Liga               | Mecze | Bramki | Mecze        | Bramki       | Mecze | Bramki |
| ------------------ | ------------------ | ------------------ | ----- | ------ | ------------ | ------------ | ----- | ------ |
| FC Zürich          | 2018/19            | Swiss Super League | 5     | 0      | 0            | 0            | 5     | 0      |
| FC Zürich          | 2019/20            | Swiss Super League | 19    | 0      | 2            | 0            | 21    | 0      |
| FC Zürich          | 2020/21            | Swiss Super League | 11    | 0      | 1            | 0            | 12    | 0      |
| FC Zürich          | Ogólnie            | Ogólnie            | 35    | 0      | 3            | 0            | 38    | 0      |
| Ogólnie w karierze | Ogólnie w karierze | Ogólnie w karierze | 35    | 0      | 3            | 0            | 38    | 0      |

### Reprezentacyjne
(aktualne na dzień 29 grudnia 2020)
| Reprezentacja   | Rok     | Mecze | Bramki |
| --------------- | ------- | ----- | ------ |
| Szwajcaria U-15 |         |       |        |
| 2016            | 4       | 0     |        |
| 2017            | 4       | 2     |        |
| Ogólnie         | Ogólnie | 8     | 2      |
| Szwajcaria U-16 |         |       |        |
| 2017            | 2       | 0     |        |
| Ogólnie         | Ogólnie | 2     | 0      |
| Szwajcaria U-17 |         |       |        |
| 2017            | 4       | 0     |        |
| 2018            | 8       | 0     |        |
| Ogólnie         | Ogólnie | 12    | 0      |
| Szwajcaria U-19 |         |       |        |
| 2019            | 3       | 0     |        |
| Ogólnie         | Ogólnie | 3     | 0      |
| Szwajcaria      |         |       |        |
| 2020            | 3       | 0     |        |
| Ogólnie         | Ogólnie | 3     | 0      |

| Mecze i gole w reprezentacji | Mecze i gole w reprezentacji | Mecze i gole w reprezentacji | Mecze i gole w reprezentacji | Mecze i gole w reprezentacji | Mecze i gole w reprezentacji | Mecze i gole w reprezentacji | Mecze i gole w reprezentacji |
| Lp.                          | Data                         | Miejsce                      | Gospodarz                    | Gość                         | Wynik                        | Gol                          | Rozgrywki                    |
| ---------------------------- | ---------------------------- | ---------------------------- | ---------------------------- | ---------------------------- | ---------------------------- | ---------------------------- | ---------------------------- |
| 1.                           | 07.10.2020                   | St. Gallen                   | Szwajcaria                   | Chorwacja                    | 1:2                          |                              | Mecz towarzyski              |
| 2.                           | 11.11.2020                   | Heverlee                     | Belgia                       | Szwajcaria                   | 2:1                          |                              | Mecz towarzyski              |
| 3.                           | 14.11.2020                   | Bazylea                      | Szwajcaria                   | Hiszpania                    | 1:1                          |                              | Liga Narodów UEFA            |